# رولان لاماه
رولاند لاماه (مواليد 31 ديسمبر 1987 في أبيجان - ساحل العاج) لاعب كرة قدم بلجيكي يلعب حاليا لصالح نادي الدرجة الأولى لومان الفرنسي منذ 2008 في مركز المهاجم .

## روابط خارجية
- رولان لاماه على موقع الاتحاد الدولي (مؤرشف)  (الإنجليزية)
- رولان لاماه على موقع الاتحاد البلجيكي (الإنجليزية)
- رولان لاماه على موقع الدوري الأمريكي (الإنجليزية)
- رولان لاماه على موقع قاعدة بيانات كرة القدم.إي يو (الإنجليزية)
- رولان لاماه على موقع ليكيب (الفرنسية)
- رولان لاماه على موقع ناشيونال فوتبول تيمز (الإنجليزية)
- رولان لاماه على موقع Soccerbase.com (لاعب) (الإنجليزية)
- رولان لاماه على موقع Soccerway.com (الإنجليزية)
- رولان لاماه على موقع عالم كرة القدم.نت (الإنجليزية)
- رولان لاماه على موقع كووورة